# 新鉛温泉
新鉛温泉（しんなまりおんせん）は、岩手県花巻市（旧国陸奥国、明治以降は陸中国）花巻温泉郷にある温泉。

## 泉質
- ナトリウム・カルシウム - 硫酸塩泉

## 温泉街
花巻南温泉峡の最奥部、入り口から8番目の温泉である。鉛温泉の奥に位置する。豊沢川沿いに、ホテル愛隣館が存在する。新鉛温泉はこの一軒のみである。隣の鉛温泉「白猿の湯」のような立ち湯も存在する。

## 歴史
昔は、この地にあった金山に因んで黄金温泉という名前であった。その名前は源泉名「黄金の湯」という名前に残る。1969年までは、花巻電鉄（現、岩手県交通）という鉄道（路面電車）も花巻駅から延びていた。
なお、路面電車の終点があったのは少し花巻寄りにあった西鉛温泉である。この温泉は1889年に発見され、1891年に温泉宿が開設された。戦後は岩手県の職員保養所となっていたが1972年に閉鎖されている。

## アクセス
- 鉄道 : 東北本線花巻駅より岩手県交通バス利用。
  - ｢湯口線・新鉛温泉｣行で約35分、｢新鉛温泉｣終点下車。
- 車 : 東北自動車道花巻南I.Cより約20分